# Microtralia insularis
Microtralia insularis es una especie de molusco gasterópodo de la familia Ellobiidae. Es la única especie del género  Microtralia.

## Distribución geográfica
Se encuentra  en Nueva Zelanda.